# Ortrun Enderlein
Pour les articles homonymes, voir Enderlein.
Ortrun Enderlein, née le 1er décembre 1943, est une ancienne lugeuse est-allemande. Elle a pratiqué ce sport au plus haut niveau pendant les années 1960. Au cours de sa carrière, elle est devenue la première championne olympique de son sport en remportant le titre olympique lors des Jeux olympiques d'hiver de 1964 à Innsbruck. Elle a également remporté deux titres de championne du monde en 1965 à Davos et en 1967 à Hammarstrand.
Aux JO de 1968, elle termine initialement première de la compétition mais le jury d'appel décide de disqualifier la délégation féminine est-allemande pour avoir chauffé illégalement les patins, ainsi Enderlein, Anna-Maria Müller (seconde) et Angela Knösel (quatrième) sont exclues et permettent à Erika Lechner de remporter le titre olympique devant les Ouest-Allemandes Christina Schmuck et Angelika Dünhaupt.
Après sa carrière sportive, elle fut membre du comité olympique national de l'Allemagne de l'Est de 1969 à 1990.

## Palmarès
| Compétitions / Année    | 1964 | 1965 | 1966 | 1967 | 1968 |
| ----------------------- | ---- | ---- | ---- | ---- | ---- |
| Jeux Olympiques d'hiver | 1er  |      |      |      | Dsq. |
| Championnats du monde   |      | 1er  |      | 1er  |      |